# Cinnamon Bay Plantation
Cinnamon Bay Plantation er et 1,2 km2 stort landområde på den norlige kyst af Sankt Jan blandt de Amerikanske Jomfruøer, der ligger ud til Cinnamon Bay. Området er en del af Virgin Islands National Park og blev tilføjet den amerikanske liste kaldet National Register of Historic Places den 11. juli 1978. Arkæologiske udgravninger på området har vist, at det har været et ceremonielt sted for Taíno-kulturen, og der findes også historiske rester fra plantagens ruiner.